# Real Fantasia
Real Fantasia é o sétimo álbum de estúdio da artista musical brasileira Ivete Sangalo, lançado originalmente em 9 de outubro de 2012, pela Universal Music Brasil. As gravações do projeto ocorreram entre os meses de março a setembro de 2012, no Estúdio Queridona localizado na casa da cantora em Salvador, Bahia. Alexandre Lins assina a produção musical do álbum que conta um fusão de estilos, tendo a base na música latina e o axé , mas também incluindo outros ritmos como reggaeton, afrobeat e samba-rock.
De Real Fantasia, foram extraído três singles; "No Brilho Desse Olhar", "Dançando" e "Vejo o Sol e a Lua". Outras canções que obtiveram destaque foram; "Me Levem Embora", que integrou a trilha sonora da novela Gabriela, e "Eu Nunca Amei Alguém como Te Amei", presente na trilha sonora da novela Fina Estampa. A participação da cantora colombiana Shakira na faixa "Dançando" teve que ficar de fora da primeira prensagem do álbum por problemas na liberação dos direitos e só foi lançada como "faixa bônus" na edição digital, disponibilizada no iTunes. Para a divulgação de Real Fantasia, Sangalo apresentou-se em uma série de apresentações televisionadas, além de realizar a Turnê Real Fantasia.

## Antecedentes e gravação
Após o lançamento do seu terceiro álbum ao vivo "Multishow ao Vivo: Ivete Sangalo no Madison Square Garden" (2010), Sangalo embarcou na turnê Madison em 2011 e prosseguiu fazendo shows até o começo de agosto de 2012, a digressão contou com apresentações pela Europa,América do Sul e do Norte. Em 2012, Sangalo recebeu o convite para atuar na telenovela Gabriela da Rede Globo, interpretando a personagem "Maria Machadão". Mesmo com as gravações da novela e o intenso ritmo de shows, Sangalo começou a desenvolver material para seu sétimo álbum no Estúdio Queridona localizado dentro da sua própria casa, entre meses de março e abril com Alexandre Lins, que assina a produção musical do álbum. Em sua página no Twitter, em maio, a cantora falou que estava na correria no estúdio que ela tem dentro de casa, em Salvador: "Estou em casa gravando o coro do disco novo. Tá ficando muito massa! Várias músicas lindas e arranjadas muito bem". Sua assessora enfatizou, "Este trabalho será todo gravado em estúdio e só com canções inéditas".
Em agosto de 2012, foi anunciado que Sangalo iria gravar uma música do cantor do Psirico, Márcio Victor, em seu próximo álbum. Segundo a colunista Telma Alvarenga do jornal "Correio da Bahia", Sangalo gravou uma música do amigo composta em parceria com Filipe Escandurras e Tierry Coringa. Segundo a nota, Victor já estaria, inclusive, gravando a parte percussiva da canção, que se chama inicialmente "Dançando". Sobre o processo criativo do álbum, Sangalo declarou: "Este disco é feliz. Feliz como eu". "Tive vontade de criar um novo repertório, em uma experiência no estúdio, com um tempo maior para maturar mais a música. Isso também é uma gostosura de fazer."  "Então chega o músico, estou eu lá tomando uma sopa, paro, entro no estúdio. É gostoso por isso", contou. A cantora falou ainda que não costuma ter um processo de concepção em novos álbuns. "Ao final do disco é que eu percebo qual unidade ele tem, que raciocínio ele tem. É sempre uma resposta às minhas sensações", afirmou.
| “ | "Pressão comigo não funciona. Acho que a pressa rege o não comprometimento. A relação com o público é o grande barato da minha carreira. Faço letra como um pedreiro faz casa. Tomo um café e vou para o estúdio". | ” |

## Título e arte gráfica
Sangalo explicou que o nome do disco, Real Fantasia, é uma analogia a sua vida. "É uma vida real de uma mulher real, normal, de vida doméstica, de trabalho, de compromissos e responsabilidades. E em contrapartida eu tenho a fantasia de ser artista. E tudo o que gira em torno disso é o que dá poesia à minha profissão e à minha alegria", disse. No dia 22 de setembro, foi divulgada a capa do disco foi divulgada. Com direção de arte de Giovanni Bianco, a artista foi fotografada por Gui Paganini, a capa de Real Fantasia apresenta cantora de trança, vestido um longo vestido vermelho e perna de fora. Sangalo também comentou, "A capa foi o último pensamento do disco. Mas diz muito sobre ele, é o que vai aparecer na capa. Esse disco é música, tem personalidade, força."
| “ | "Giovanni [Bianco, diretor de arte] é um artista. É Real Fantasia. Ao mesmo tempo que é comprometimento com o objetivo, ele viaja, coloca a gente num universo paralelo, um mundo lindo e gostoso de estar. Gui [fotógrafo] viaja com ele de primeira classe", sugere a cantora. | ” |

## Música e letras
| “ | "Este CD é como sou. Uma resposta as minhas sensações. Investi em ritmos latinos, que são batidas que eu amo, mas tem galope, zouk, samba rock e outros". | ” |

Real Fantasia conta com um fusão de estilos, tendo a base em gêneros latinos e o axé, mas também incluindo outros ritmos como reggaeton, afrobeat, samba-rock e salsa. Sangalo comentou a influência dos ritmos latinos em seu trabalho e confessa que pretende atingir esse público. "Não é uma atenção específica, é a mesma de chegar em quem gosta do que faço. Essa onda é minha. Os instrumentos que toco trazem isso. Mas estou feliz com o resultado. Fora que meu pai é filho de espanhóis e me lembro na infância ele falando espanhol. Até que chegou (o grupo) Menudo, aí perdi a preguiça e quis aprender mais". O disco conta com duas composições de Sangalo, "Só Nós Dois" e "Só Num Sonho", ambas feitas em parceria com Radamés Venâncio e Gigi.
A canção "No Brilho Desse Olhar",  é balada romântica de autoria de Davi Salles e Dan Kambaiah, incrementada com levada pop e com percussão que remete à batida do samba-reggae. Na canção, Sangalo evoca suas origens da Banda Eva, dos anos 90. Ramón Cruz compôs "Vejo o Sol e a Lua", que contém um "molho caribenho". "Delira na Guajira", composto por Samir e Fábio Alcântara, flerta com a rica musicalidade cubana - guajira é ritmo originário da ilha - com a pitada de salsa que também apimenta "Puxa Puxa", de Fabinho O' Brian, Rubem Tavares e Duller. No reggae "No meio do Povão", Sangalo declara "Avisa que Ivetinha tá passando, o povo vai descer pra ver." A música começa como pop reggae, mas logo evolui para o ritmo do samba-reggae. "Eu sou do batuquê / Sou do levadão / Sou do Ilê", garante Ivete na letra autorreferente. "Essa Distância" tem levada neodisco, já a faixa-título, "Real Fantasia" inclui a guitarra baiana flamejante de Armandinho, também aquecida por metais em brasa.
"Balançando Diferente", de Gibi e Fabinho, esboça flerte com o samba-rock, enquanto "Isso Não se Faz", de Tonny Carqueija e Ramón Cruz, cria trama de sintetizadores, pilotados pelo arranjador da faixa, Radamés Venâncio. "Só Num Sonho" foi composta por Sangalo especialmente para seu maquiador. "Ele começou a desabafar e eu sou meio psicóloga e comecei a dar conselhos. Com ele me maquiando, veio uma música. Aí saí da maquiagem, chamei o Radamés e fizemos", disse, brincando com as soluções para as "dores de amor". "Nada que uma viagem, um carnaval em Salvador não resolva, né?." O álbum também inclui como faixas bônus "Me Levem Embora", que está na trilha sonora da novela Gabriela e "Eu Nunca Amei Alguém como Te Amei", que fez parte da trilha da novela Fina Estampa, ambas transmitidas pela Rede Globo.
Sangalo também gravou um dueto com a cantora colombiana Shakira, na faixa "Dançando". A música, ao estilo zouk, foi o fruto de uma amizade entre as duas cantoras. Definida por Sangalo como "queridaça", a cantora colombiana conheceu a brasileira em uma viagem pela Europa e já havia proposto uma parceria entre as duas. Contudo, o dueto não integra o álbum na versão física, pelo fato da autorização para a comercialização da gravação não ter chegado em tempo hábil para a inserção do dueto na edição física do disco. Uma vez autorizada, a gravação foi utilizada pela Universal Music como "faixa bônus" na versão digital do álbum, disponibilizada apenas no iTunes. Na coletiva de imprensa, Ivete comentou mais sobre a parceria:
| “ | "Nos conhecíamos há muito tempo. Em Portugal combinamos que faríamos algo. Depois do Rock in Rio ficou aquela coisa doce. Ela pediu para colocar no CD. Deixei, ela é apaixonada pelo Brasil. Aí combinamos dela participar do meu novo trabalho. Como somos de gravadoras diferentes, gravamos escondido e ficamos esperando a questão burocrática". | ” |

Em 2020, 8 anos após o lançamento do álbum e em um acordo bilateral entre a Universal, gravadora de Ivete, e a Sony Music, sendo esta a gravadora de Shakira, a faixa Dançando, que integra a versão Deluxe, foi liberada em outras plataformas digitais e não ficando apenas exclusiva do iTunes/Apple Music.

## Recepção

### Crítica
| Críticas profissionais | Críticas profissionais |
| Avaliações da crítica  | Avaliações da crítica  |
| Fonte                  | Avaliação              |
| ---------------------- | ---------------------- |
| Audiograma             | (5/10)                 |
| DiverCidade            | (Positivo)             |
| Fábrica de Quadrinhos  | (Positivo)             |
| Fita Bruta             | (0.4/10)               |
| Notas Musicais         | [ 16 ]                 |
| O Globo                | (Bom)                  |
| Vestiario              | [ 24 ]                 |

Real Fantasia recebeu críticas favoráveis da maioria dos críticos. O álbum recebeu uma crítica favorável de Silvio Essinger, colunista do jornal O Globo, que avaliou o álbum como Bom. Silvio disse que "'Real Fantasia' tem como função primordial fornecer combustível para o rolo compressor que é Sangalo ao vivo. E, nisso, ele não decepciona. Ou tampouco surpreende." Ele também comentou: "Com uma produção de inegável eficácia técnica, o álbum não sai dos trilhos em momento algum. [...] É um disco bastante homogêneo, em que não dá para eleger destaques." Silvio encerrou a critica dizendo: "Sucesso, aqui, não pode ser fantasia: é realidade." Yhuri Nukui do site Vestiário deu ao álbum 4 de 5 estrelas, comentando que "'Real Fantasia' evidencia o que o Brasil tem de melhor: a enorme riqueza cultural. [...] Ivete Sangalo não traz nada de inovador, apenas diverte seu público, que ansiava por um disco de inéditas. A cantora se reafirma como uma das maiores artistas do país, fazendo jus ao carinho que tem dos fãs e mostrando que sua jornada pela indústria fonográfica está longe de acabar. Ainda bem!."
Thiago Vikernes do Fábrica de Quadrinhos disse que, "Em Real Fantasia, Sangalo volta a fazer o que sabe de melhor e que conduz sua brilhante carreira desde o primeiro disco solo e, antes, com a Banda Eva." Para encerrar, Vikernes destacou que, "Sangalo passa aquele alto astral, aquela positividade que só uma cantora do talento dela consegue." Júlio Cesar Biar do Divercidade foi positivo, ao analisar que, "a aparente franqueza nas escolhas, aliada ao carisma inegável mantêm a morena no topo da popularidade, afinal Ivete Sangalo sabe falar a língua de um público cada vez maior." Mauro Ferreira do Notas Musicais deu ao álbum 2 de 5 estrelas, destacando que "O disco foi feito apenas para o público de Ivete Sangalo tirar o pé do chão," dizendo que "Real Fantasia apresenta repertório inédito de nível rasteiro." Ferreira também disse que, "Real Fantasia é disco bem irregular, condizente com o nível ruim da recente discografia solo de Ivete Sangalo. O tom populista da safra de inéditas sinaliza que vai rolar a mesma festa pobre," concluiu. Deivson Prescovia, do Audiograma, diz que esse não é o melhor álbum da cantora baiana, porém, avalia que "Vejo o Sol e a Lua", "No Meio Do Povão" e "Isso Não Se Faz", são as melhores canções do trabalho de Sangalo. Ele compara a melodia de "Puxa Puxa" à canção "Chica Chica Boom Chic", e diz que a canção "Dançando", foi influenciada pela música do grupo É o Tchan!. Segundo Prescovia, Shakira não salva a canção.

### Comercial
Real Fantasia chegou às lojas com uma tiragem de 80 mil cópias vendidas. Pouco antes do começo da coletiva, no dia 9, a Universal Music publicou em seu Twitter oficial que Real Fantasia, já era disco de platina. Ao todo o álbum vendeu 130 mil cópias.

## Promoção
Como parte da turnê de divulgação para Real Fantasia, Em 26 de outubro, esteve presente no Programa do Jô, onde foi entrevistada pelo apresentador Jô Soares e cantou "Dançando", e seu sucesso anterior "Acelera Aê (Noite do Bem)", de seu álbum Multishow ao Vivo: Ivete Sangalo no Madison Square Garden (2010). Em 4 de novembro, Sangalo apresentou o disco no programa Domingão do Faustão da Rede Globo, onde interpretou sete canções presentes do álbum; "Dançando", "No Brilho Desse Olhar", "Balançando Diferente", "Delira na Guajira", "Puxa, Puxa", "Eu Nunca Amei Alguém como Te Amei" e "Real Fantasia". A cantora foi entrevistada por Danilo Gentili no programa Agora é Tarde da Rede Bandeirantes em 7 do mesmo mês, entre os diversos assuntos discutidos, falou sobre o álbum e de sua participação em Gabriela, além de ter cantado "Dançando" e "No Brilho Desse Olhar". Em 1º de dezembro, performou as duas canções no Altas Horas, apresentado por Serginho Groisman. Em 14 de abril de 2013, a apresentadora Ana Maria Braga recebeu Sangalo em seu programa Mais Você, no qual cantou o primeiro single do álbum, "Dançando".
A turnê de divulgação do disco, Turnê Real Fantasia, foi iniciada estreou em 30 de novembro de 2012 no Citibank Hall, em São Paulo, contando com onze canções do novo disco, além de outros sucessos. A turnê trouxe um painel de LED de 20X8, ocupando todo o fundo do palco, sendo o maior utilizado por sua carreira, além de cinco figurinos diferentes. Durante apresentação em Belo Horizonte, Minas Gerais, a turnê reuniu um público de 30 mil pessoas. Turnê Real Fantasia, ainda passou por países como Angola, Argentina, Estados Unidos e Portugal.
De Real Fantasia, foram extraído três singles; "No Brilho Desse Olhar" foi lançada como o primeiro single oficial do trabalho no dia 4 de setembro de 2012, nas rádios e no formato digital. "Dançando" foi lançado como segundo single em 16 de janeiro de 2013 na versão solo e em 30 de janeiro na versão com a participação de Shakira. "Vejo o Sol e a Lua" foi lançada como terceiro e último single da obra em 3 de abril. Dois singles promocionais foram lançados no iTunes. O primeiro foi a canção "Me Levem Embora", lançada no dia 25 de setembro de 2012. Já o segundo single promocional, "Balançando Diferente" foi lançado no dia 2 de outubro.

## Lista de faixas
| N.º            | Título                                                         | Compositor(es)                                   | Duração |  |
| 1.             | "Vejo o Sol e a Lua"                                           | Ramón Cruz                                       | 2:47    |  |
| 2.             | "No Brilho Desse Olhar"                                        | Dan Kambaiah Davi Salles                         | 3:27    |  |
| 3.             | "Balançando Diferente"                                         | Gigi Fabinho O'Brian Ivan Brasil Magno Sant'Anna | 3:33    |  |
| 4.             | "Dançando"                                                     | Filipe Escandurras Márcio Victor Tierry Coringa  | 3:50    |  |
| 5.             | "Só Nós Dois"                                                  | Ivete Sangalo Cruz                               | 4:38    |  |
| 6.             | "Só Num Sonho"                                                 | Sangalo Radamés Venâncio Gigi                    | 4:17    |  |
| 7.             | "Delira na Guajira"                                            | Samir Fábio Alcântara                            | 3:14    |  |
| 8.             | "Real Fantasia"                                                | Magary Lord Jorginho Codó Lima Alcântara         | 3:38    |  |
| 9.             | "Puxa, Puxa"                                                   | Fabinho O'Brian Rubem Tavares Duller             | 3:35    |  |
| 10.            | "No Meio do Povão / Citação: Depois Que O Ilê Passar (Medley)" | Tavares Jorginho                                 | 3:12    |  |
| 11.            | "Essa Distância"                                               | Gigi                                             | 3:52    |  |
| 12.            | "Isso Não Se Faz"                                              | Tony Carqueija Rafael Cavalo Cruz                | 4:12    |  |
| 13.            | "Me Levem Embora" (faixa bônus)                                | Dori Caymmi Jorge Amado                          | 3:05    |  |
| 14.            | "Eu Nunca Amei Alguém como Te Amei" (faixa bônus)              | Paulo Sérgio Valle Eduardo Lages                 | 4:32    |  |
| Duração total: | Duração total:                                                 | Duração total:                                   | 52:00   |  |

| Faixa bônus do iTunes |                                          |                            |         |  |
| N.º                   | Título                                   | Compositor(es)             | Duração |  |
| 15.                   | "Dançando" (com participação de Shakira) | Escandurras Victor Coringa | 3:48    |  |

## Desempenho nas tabelas musicais e certificação
| País — Tabela musical (2012)  | Posição de pico |
| ----------------------------- | --------------- |
| Brasil (DVD - Top 10 Semanal) | 1               |

| Região                     | Certificação | Vendas  |
| -------------------------- | ------------ | ------- |
| Brasil (Pro-Música Brasil) | Platina      | 130,000 |